# История всемирной литературы
«Исто́рия всеми́рной литерату́ры» — многотомное издание, подготовленное ИМЛИ им. А. М. Горького и рассматривающее развитие литератур народов мира с эпохи древности до начала XX века.

## Описание
По первоначальному плану, издание должно было состоять из 10 томов. Однако к началу выхода издания 10-й том (литература с 1945 по 1960-е годы) был изъят из плана и заменён «развёрнутым заключением» к 9-му тому. Всего с 1983 по 1994 годы вышло восемь томов, хотя на титульном листе неизменно стояло «в 9 томах»; 9-й том, посвящённый литературе 1917—1945 годов, так и не увидел свет, хотя был подготовлен (как сообщается в предисловии к 8-му тому, в связи с процессом «коренной переоценки» многих явлений литературы советского периода, решено было его не публиковать).
Инициаторами издания были член-корр. АН СССР И. И. Анисимов и д.фил.н. И. Г. Неупокоева. Главным редактором стал член-корр. АН СССР Г. П. Бердников (тт. 1—7), в 8-м томе главным редактором значится его заместитель акад. Ю. Б. Виппер, а Бердников — просто член редколлегии.
В редколлегию входили: акад. А. С. Бушмин, акад. Д. С. Лихачёв, член-корр. РАН Г. И. Ломидзе, акад. Д. Ф. Марков, член-корр. РАН А. Д. Михайлов, д.фил.н. С. В. Никольский, акад. Б. Б. Пиотровский, акад. Г. М. Фридлендер, акад. М. Б. Храпченко, акад. Е. П. Челышев. В 8-м томе к ним прибавились д.фил.н. Л. Г. Андреев, члены-корр. АН СССР П. А. Николаев и В. Р. Щербина. Кроме того отдельная редколлегия во главе с ответственным редактором была у каждого тома.
Несмотря на в целом высокий научный уровень издания, в нём встречаются досадные ошибки. Так, в заключении ко второму тому в список «средневековых писательниц и поэтесс» зачислен Аривара Нарихира.

## Список томов
- Т. 1 / Ред. коллегия тома: И. С. Брагинский (отв. ред.), Н. И. Балашов, М. Л. Гаспаров, П. А. Гринцер. — 1983. — 584 с. (Литература Древнего мира)
- Т. 2 / Ред. коллегия тома: Х. Г. Короглы, А. Д. Михайлов (ответственные ред.), П. А. Гринцер, Е. М. Мелетинский, А. Н. Робинсон, Л. З. Эйдлин. — 1984. — 672 с.: ил. (Средневековая литература III—XIII вв.)
- Т. 3 / Ред. коллегия тома: Н. И. Балашов (отв. ред.), И. С. Брагинский, П. А. Гринцер, Х. Г. Короглы, Д. С. Лихачёв, Е. М. Мелетинский, А. Д. Михайлов, В. Б. Никитина, Б. Л. Рифтин. — 1985. — 816 с. (Литература эпохи Возрождения: XIV-первой четверти XVII вв.)
- Т. 4 / Ред. коллегия тома: Ю. Б. Виппер (ответственные ред.), П. А. Гринцер, Д. С. Лихачёв, Н. Ф. Ржевская, Б. Л. Рифтин, А. Н. Робинсон. — 1987. — 687 с.: ил. (Литература XVII в.)
- Т. 5 / Ред. коллегия тома: С. В. Тураев (отв. ред.), Н. А. Вишневская, А. Д. Михайлов, К. В. Пигарёв, Б. Л. Рифтин, О. К. Россиянов, В. И. Семанов. — 1988. — 784 с. (Литература XVIII в.)
- Т. 6 / Ред. коллегия тома: И. А. Тертерян (отв. ред.), Д. В. Затонский, А. В. Карельский, В. К. Ламшуков, Ю. В. Манн, Н. С. Надъярных, С. В. Никольский, З. Г. Османова, Б. Л. Рифтин, Е. Ю. Сапрыкина. — 1989. — 880 с. (Литература первой половины XIX в.)
- Т. 7 / Ред. коллегия тома: И. А. Бернштейн (отв. ред.), У. А. Гуральник, А. Б. Куделин, Н. С. Надъярных, З. Г. Османова, Н. С. Павлова, З. М. Потапова, Н. Б. Яковлева. — 1991. — 832 с. (литература второй половины XIX в.)
- Т. 8 / Ред. коллегия тома: И. М. Фрадкин (ответственный ред.), А. М. Зверев, В. А. Келдыш, Н. С. Надъярных, С. В. Никольский, З. Г. Османова, К. Рехо, Н. Ф. Ржевская. — М.: Наука, 1994. — 848 с.: ил. (Литература конца XIX — начала XX вв.)